# 希思曼 (密西西比州)
希思曼（英語：Heathman）是位於美國密西西比州森弗勞爾縣的非建制地區。

## 歷史
希思曼的郵局於1888年設立，其後於1956年停運。當地於1900年時共有人口35人。

## 地理
希思曼所處的海拔為高於海平面38米（即125英呎），而該地所採用的時區為UTC-6，即北美中部時區（CST）。同時該地設有夏令時間，為UTC-6調快一小時，即UTC-5（CDT）。